# Hièrocles d'Acragant
Hièrocles (en grec antic: Ἱεροκλῆς, llatí: Hierocles) fou un militar de l'antiga Grècia nascut a Acragant que servia al rei selèucida Antíoc III el Gran. Després de la derrota d'Antíoc III a Batalla de les Termòpiles davant dels romans comandats per Mani Acili Glabrió l'any 191 aC, va lliurar l'illa de Zacint, de la que era governador, nomenat per Aminandre, a la Lliga Aquea.